# 码头镇 (南安市)
码头镇是中国福建省泉州市南安市下辖的一个镇。

## 镇情简介
南安市码头镇位于南安市西北部，面积108平方公里，东临山美水库，北与永春相接，南与梅山镇相连，西与诗山、金淘两镇相临，下辖24个行政村1个社区居委会，全镇人口7万人(2010年)。泉州至三明高速公路南北贯穿码头全境，并在境内设有互通口，距南安市区38公里，距泉州市区50公里，距厦门市区110公里；诗芸公路全长20公里、宽16米。

## 行政区划
码头镇共辖1个社区和24个行政村，分别是：
码头社区、诗南村、金中村、内柯村、铺前村、南冬村、丰美村、坑内村、丰联村、新汤村、高山村、刘林村、码头村、美岭村、康安村、码四村、大坝村、杏东村、高盖村、大庭村、仙美村、仙都村、东大村、宫占村、枫树村。